# Thelotrema colobicum
Thelotrema colobicum är en lavart som beskrevs av Nyl. 1873. Thelotrema colobicum ingår i släktet Thelotrema och familjen Thelotremataceae.   Inga underarter finns listade i Catalogue of Life.